# Хосровський заповідник
39°49′00″ пн. ш. 44°50′00″ сх. д. / 39.81666667° пн. ш. 44.83333333° сх. д.
Хосровський (Гарнійський) заповідник (вірм. Խոսրովի արգելոց) — природоохоронна зона у Вірменії в марзі Арарат у південній частині Гегамського хребта. Був утворений у 1958 році. Займає площу 29 000 га в басейнах річок Азат і Хосров на висотах 1 400-2 250 м над рівнем моря.

## Флора
Тут зростають 1 686 видів рослин, 146 з яких значаться в Червоних книгах. Охороняються дика груша, яблуня, слива, вишня, горобина, глід, мигдаль, жито Вавілова, а також рідколісся ялівцю і дуба, гірські Ксерофіти, гірничо-степові і полинові напівпустельні формації.

## Фауна
Серед тварин тут зустрічаються:
- павукоподібні — тарантул, кілька видів кліщів і скорпіонів, павук-хрестовик;
- ракоподібні — дафнії і циклопи;
- комахи — представники прямокрилих, рівнокрилих і жуків, а також велика різноманітність метеликів, внесених до Червоної книги;
- 5 видів амфібій і риб;
- 33 види плазунів;
- 142 види птахів;
- 55 видів ссавців — закавказький бурий ведмідь, кабан, широковухий їжак, вірменський муфлон, безоаровий козел, рись, вовк, лисиця, передньоазійський леопард та інші.